# رايموند رايموند
رايموند رايموند هو محامي وسياسي كندي، ولد في 18 يناير 1905 في لابيل في كندا، وتوفي في 18 مارس 1978. حزبياً، نشط في الحزب الليبرالي الكندي. وقد انتخب عضو مجلس العموم الكندي.